# Актел (нижний приток Семы)
Актел — река в России, протекает в Республике Алтай. Устье реки находится в 14 км по левому берегу реки Сема. Длина реки составляет 13 км.

## Данные водного реестра
По данным государственного водного реестра России относится к Верхнеобскому бассейновому округу, водохозяйственный участок реки — Катунь, речной подбассейн реки — Бия и Катунь. Речной бассейн реки — (Верхняя) Обь до впадения Иртыша.